# 이기웅 (독립운동가)
이기웅(李起雄, 1919년 12월 16일~2001년 4월 7일)은 일제강점기의 독립운동가이기도 하고, 1945년 8월 15일 을유해방 이후로는, 대한민국의 개신교(성결교)의 장로(1984년 2월 22일 은퇴)이기도 하다.
대한민국의 개신교(성결교)의 장로 출신인, 서산 이기웅 장로(瑞山 李起雄 長老)는, 일제 강점기 조선 시대 충청남도 서산(瑞山) 출생이고 아호도 서산(瑞山)이다. 어린 시절 일본식 이름은 야마모토 다치오(山本起雄)이며, 일제 강점기 말기 시대 가명은 김기웅(金琦雄)이었다.
일제강점기 시대의 충남 서산의 쇠락한 중농 집안에서 슬하 2남 3녀(배다른 5남매) 가운데 차남(넷째)로 출생하여, 1925년 7세 때 어머니(상산 김씨 부인)를 여의고, 이후 충남서산보통학교 3학년 때였던, 1928년 전주 정씨 부인을 계모로 맞이하였다.
청년 이기웅 그는, 1943년 7월경 그리고 같은 1943년 8월경 일제 시대 말기 충청남도 서산군 서산읍 주민들에게 항일 의식을 고취시키는 활동을 전개하였다.
애초에 그는 1943년 3월 성결교회(聖潔敎會)가 운영하는 경성신학교(京城神學校)에 입학하였으나, 같은 해(1943년)의 5월, 학교가 일제에 동조하지 않고 천황(天皇)도 심판받아야 할 인간이라고 하여 폐교 조처당하게 되자, 결국 자퇴하고, 고향으로 내려와 그 당시 서산성결교회(기독교대한성결교회 서산교회)의 담임 목사였던, 정재학(鄭在學) 목사 등과 함께 자주 시국에 대해 논하였다.
1943년 7월, 청년 이기웅 그는 정재학 목사 등에게 "이른바, 미영(美英)이라는 양국은 철과 기계의 제작이 상당히 발달해 왔으므로 금번 태평양 전쟁에서 미영이 승리할 것이 틀림없다. 미국 그리고 영국 두 양국이 전쟁에서 승리하면 대한제국 민본주의 군주제 조선 황조도 독립하고 우리의 교회도 상당히 발전하여 기독교 신자가 중요한 지위를 차지한다."라고 하였다. 또 같은 해(1943년)의 8월 8일에는 "일본의 군마(軍馬) 사육장에서 인도인(印度人)이 군마를 죽였다"는 등의 시국담을 유포하였다. 결국 이기웅은 이 일로 붙잡혀, 1944년 3월 12일, 충남 대전지법(대전지방법원)의 홍성지청에서 소위 육군 형법·보안법 등으로 인하여 징역 1년형을 선고받고 옥고를 치렀으며 1945년 3월 12일, 만기출감하였다.
그 후 1945년 4월 12일 충남 서산 고향으로 내려와 같은해 1945년 8월 15일, 충청남도 서산 향리에서 광복(8·15 을유해방)을 목도한 그는 1948년 3월부터 1948년 6월까지 한국독립당 당무위원 직위를 잠시 지냈으며 1948년 6월, 한국독립당을 탈당하였다.
1984년 2월 29일, 대한민국 서울특별시 마포구 아현동 지역을 떠난 직후, 대한민국 경기도 부천시 소사1동 지역으로 이주하였으며, 1988년 2월 29일, 대한민국 충청남도 부여군 부여읍 동남리 지역으로 재차 마지막 이주하였다. 이기웅 장로의 친가친척 큰아버지(故 이재대 선생)의 직계 후손들의 주요 토착지는, 대략 1986년 당시의 대한민국 충청남도 서산군 서산읍 읍내리 260번지이기도 하다.

## 서훈
대한민국 정부에서는 선생의 공훈을 기리고자 1998년 8월 15일을 기하여 건국포장을 수여하였다.

## 사후
2001년 4월 7일, 충청남도 부여군 부여읍 읍내 지역에서 하세한 이후, 고인의 유해는 어언 20년간이 넘도록 충청남도 서산시 시내 모 공원묘지에 안장되어 있다가, 2021년 11월 29일, 대한민국 국립묘지 대전현충원 묘소(독립유공자 묘역 7-31)로 이장되었다.